# Губин (Киевская область)
Губин (укр. Губин) — село, входит в Вышгородский район Киевской области Украины. До 2020 года входило в Иванковский район, до 1988 - в Чернобыльский район.
Население по переписи 2001 года составляло 109 человек, в 2011 году — около 70 человек, по состоянию на 2020 год постоянного населения около 25 человек. Почтовый индекс — 07222. Телефонный код — 04591. Занимает площадь 0,64 км². Код КОАТУУ — 3222080703.

## Местный совет
До 2020 года входило в состав Горностайпольского сельского совета.
С 2020 года - входит в состав Иванковской поселковой территориальной общины (укр.), сельские советы упразднены.